# 中島卯三郎
中島卯三郎（なかじま うさぶろう、1888年（明治21年） - 1971年（昭和46年））は、日本の造園家・造園教育者・研究者。皇室宮廷庭園に関与し、戦後は日本大学教授を歴任。埼玉県生まれ。旧姓高橋。

## 略歴
1915年（大正4年）、東京帝国大学農科大学林学科卒業。1916年（大正5年）造営局参与で東大教授の原煕推挙で大屋霊城、狩野力らと明治神宮造営局林苑課技手採用。大正6年造営局技手。大正11年、内務省により欧米各国の視察出張。翌年にも自費で外遊。帰国後、造営局嘱託。同年、東京帝国大学大学院に入学及び営繕課嘱託。関東大震災で被災した大学構内の復興に尽力。1925年（大正14年）大学院修了。
1926年（大正15年）、宮内省内匠寮工務課庭園係勤務。のち、主殿寮庭苑課勤務。皇居を中心に宮廷庭園に関与の傍ら、関係資料の蒐集整理を担当。1943年（昭和18年）から1945年（昭和20年）まで、内匠寮工務部庭苑課長。
1946年（昭和21年）に辞任し、日本大学教授就任。「御水尾天皇の行幸と桂御別業の完成年代」の研究で、昭和25年度日本造園学会賞受賞。
1954年（昭和29年）、『旧浜離宮恩賜庭園の保護に就て : 特に東京都特別都市計画街路幹線放射第十八号路線の貫通計画に関して』（造園雑誌 17(3), 1-7, 1954年、社団法人日本造園学会）発表。世論を喚起して、浜離宮内への幹線道路貫通計画を阻止している。その後、1960年（昭和35年）から東京農業大学など非常勤講師で教鞭を執り後進の育成に当たる。

## 著書
- 都市計画に就いて（川越市、1927年）
- 造園の保護と管理（造園叢書第18巻　雄山閣、1928年）
- 市川之雄氏の逝去と其の業績
- 「須らく日本庭園の真価を海外に宣揚すべし」庭園と風景（庭園改題）17巻2号所収
- 皇城（雄山閣、1959年）
- 皇居開放是非論(昭和34年度春季大会研究発表要旨、『造園雑誌』 23(1), 21, 1959年8月号）
- 近代有栖川宮家関係の造園について(昭和33年度春季大会研究発表要旨)（『造園雑誌』 22(1), 16-17, 1958年8月号）
- 桂離宮の鑑賞について : 特に夜間拝観許可の提唱(昭和32年度春季大会研究発表要旨)（『造園雑誌』 21(1), 12-13, 1957年8月号）
- 多摩陵御造営の回顧(昭和31年度秋季研究会研究発表要旨) （『造園雑誌』 20(3), 7, 1957年1月号）
- 白金旧朝香官邸の庭園に就て(昭和31年度春季大会研究発表要旨) （『造園雑誌』 20(1), 11, 1956年8月号）
- 旧霞関離宮とその庭園 : 特に沿革並びに保存について （『造園雑誌』 19(3), 8-11, 1956年1月号）
- 旧霞関離宮と其庭園について(昭和30年度春季大会,研究発表論文梗概) （『造園雑誌』 19(1), 19, 1955年9月号）
- 門松の改善並に制限の提唱（『山林』 (823), 1-13, 1952年12月号）
- 日光国立公園那須の芭蕉句碑（『国立公園』 (28), 19-20, 1952年3月号）
- 再び国立公園の改名と其再審査の提唱-特に自然公園法の制定に際して（『山林』 (813), 31月号）3, 1952年2月号）
- 菩提樹に就いて（『山林』 (811), 23-25, 1951年12月号）
- 仙洞御所内止々齋に就て（『造園雑誌』 15(1), 27月号）6, 1951年9月号）
- 「国立公園」の意義とその改称に就て（『山林』 (805), 24-26, 1951年6月号）
- 玉川園の築造と新宿御苑の変遷について（『造園雑誌』 14(1), 9-16, 1950年9月号）
- 修學院御山莊の御造營年代について（『造園雑誌』 12(2), 18-20, 1949年4月号）
- 後水尾上皇の行幸と桂御別業の完成に就いて（『造園雑誌』 13(1), 21-24, 1949年）
- 行幸圖屏風に現はれたる二条城二の丸庭園に就いて（『造園雑誌』 10(3), 22-27, 1943年12月号）
- 造園と建築（『建築雑誌』 44(533), 1093-1106, 1930年5月号）